# Martin Gies
Martin Gies född 2 november 1951 i  Lüdenscheid i Tyskland, är en skådespelare, regissör och manusförfattare. Han är bror till regissören Hajo Gies.

## Regi i urval
- 1981 - Ett fall för två